# Росалес дель Торо, Улисес
Улисес Росалес дель Торо (род. 8 марта 1942 года, Ориенте) — кубинский генерал-майор, политик, член ЦК Коммунистической партии Кубы. Заместитель Председателя Совета Министров Кубы (2009). Герой Республики Куба (1989).

## Биография
Улисес Росалес дель Торо родился 8 марта 1942 года в окрестностях Сан-Фермин муниципалитета Эль-Кобре, бывшей кубинской провинции Ориенте в семье бедных крестьян, потомков испанцев. С июня 1957 года вместе с другими молодыми людьми пытался участвовать в революционных действиях. В октябре этого же годы попытался присоединиться к партизанам в районе Пуэрто-Артуро (Puerto Arturo), но по причине отсутствия оружия и молодости не был принят.
После окончания школы присоединился к Движению 26 июля во главе с Фиделем Кастро. В последующие годы принял участие в революционном движении против диктаторского президента Фульхенсио Батисты. В 1959 году, после падения Батисты, вступил в ряды Революционных вооружённых сил Кубы, прошел обучение в Школе Генерального штаба.
Росалес дель Торо в 1962 году был членом Объединённой партии социалистической революции (Partido Unido de la Revolución Socialista de Cuba), с 1965 года — член коммунистической партии Кубы. В 1960 году получил звание майора, в 1967 году был отправлен в секретную миссию в Венесуэлу для поддержки местных повстанцев, однако эта миссия закончилось поражением.
В последующие годы Улисес Росалес дель Торо осваивал военную науку в различных военных учебных заведениях в Советском Союзе. В 1975 году стал членом Центрального комитета Коммунистической партии, в 1976 году был военачальником в южной части Анголы. В 1978—1979 годах прошел обучение в Военной академии Генерального штаба Вооружённых сил Российской Федерации в Москве.
В 1982 году Росалес дель Торо стал заместителем министра обороны и начальником Генерального штаба Вооруженных Сил Кубы. С 1986 года стал членом Политбюро ЦК КПК. В 1989 году получил звание генерал-майора, был первым заместителем министра обороны и продолжал занимать должность начальника Генерального штаба Революционных вооружённых сил Кубы.
В 1997 году занял пост министра сахарной промышленности Кубы. В 2008 году заменил заменил министра Мария-дель-Кармен Переса (María del Carmen Pérez) на должности министра сельского хозяйства. С 2009 года является одним из заместителей Председателя Совета министров республики Куба.
В 2010 году Росалес дель Торо передал пост министра сельского хозяйства Густаву Родригесу Роллеро (Gustavo Rodríguez Rollero). В апреле 2011 года он покинул Политбюро коммунистической партии, однако является членом ЦК Коммунистической партии Кубы и членом Национального собрания Кубы.

## Награды и звания
- Герой Республики Куба (1989).
- Национальный орден «Плайя-Хирон» (1989).